# Actividades de la CIA en Afganistán
Desde la década de 1970, la Agencia Central de Inteligencia (CIA) ha estado implicada en múltiples operaciones en Afganistán.

## Afganistán, 1979

### Análisis de inteligencia
El Centro de Evaluación para Asuntos Exteriores de la CIA completó un trabajo sobre un informe técnico en mayo de 1979 titulado "Afganistán: Disidencias y Divergencias Étnicas", aunque dicho informe escrito no se publicó formalmente hasta marzo de 1980, no se sabe si la información fue fácilmente accesible para las autoridades políticas al momento de la invasión soviética de Afganistán en diciembre de 1979.
La insurgencia tribal, según este informe, dio comienzo en 1978 con la instauración de un gobierno pro-soviético. Pese a que el gobierno tuvo una cierta influencia aneja hacia la Unión Soviética, dicho análisis aseguraba que muchos grupos tribales, especialmente uzbecos, vieron al gobierno establecido con una apariencia de diversidad étnica Pastún, con determinadas tendencias hostiles en cuanto a propósitos políticos y étnicos.

### Operaciones encubiertas
En abril de 1978, el Partido Democrático Popular de Afganistán (PDPA) se hizo con el poder en Afganistán, lo que produjo la subsecuente Revolución de Saur. En cuestión de meses los opositores al gobierno comunista iniciaron una revuelta en el este de Afganistán, que se expandió rápidamente y llevó a degenerar en una guerra civil librada por guerrilleros muyahidines contra las fuerzas del gobierno comunista por todo el país. El Gobierno Pakistaní proporcionó a estos rebeldes apoyo secreto en instalaciones de entrenamiento, mientras que la Unión Soviética envió a miles de asesores militares para apoyar al gobierno democrático popular de Afganistán (PDPA). Mientras tanto, el incremento de las disensiones entre las facciones del Partido Democrático Popular de Afganistán, condujo a la expulsión de los miembros del gabinete Parchami y el arresto de oficiales militares Parchami bajo el pretexto de que podría efectuarse un golpe de estado Parchami. A mediados de 1979, los Estados Unidos pusieron en marcha un proyecto secreto para ayudar a los muyahidines.
En septiembre de 1979, el Presidente "Khalqist" Nur Muhammad Taraki fue asesinado en un golpe de estado llevado a cabo internamente dentro del PDPA, orquestado por su compañero Hafizullah Amín, miembro de la facción Khalq y asumiendo así la presidencia. Ante la desconfianza suscitada en los soviéticos, Amin fue asesinado por fuerzas especiales Soviéticas en diciembre de 1979. Un gobierno soviético organizado, liderado por el Parchami Babrak Karmal y que incluía a dos facciones, consiguió llenar parcialmente el vacío de poder. Las tropas soviéticas se desplegaron para estabilizar Afganistán bajo el mando de Babrak Karmal, que contaba con numerosos efectivos; a pesar de que el gobierno soviético no contaba con librar un vasto combate en Afganistán. Por consiguiente, los soviéticos no estaban implicados de forma directa en lo que había sido una importante guerra interna que se había desatado en las regiones tribales de Afganistán.
En aquella época algunos estaban firmemente convencidos de que los soviéticos estaban tratando de expandir sus fronteras y territorios hacia el sur, con el propósito de hacerse un pequeño hueco en Oriente Medio. La Unión Soviética carecía desde hacía tiempo de la capacidad de poseer un puerto fluvial de agua caliente (con puerto de agua caliente hacen referencia a un puerto que no se congela durante el invierno) y sus respectivos despliegues hacia el Sur parecían posicionarlos estratégicamente para una posible toma de posesión y una mayor expansión hacía el Este de Pakistán y el Oeste de Irán. Los políticos americanos, tanto republicanos como demócratas temían en que los soviéticos estaban posicionándose para una toma de control y expropiación del petróleo en Oriente Medio. En cambio otros creían que la Unión Soviética tenía una cierta preocupación por que la Revolución Islámica de Irán y la Islamización de Afganistán se extendería rápidamente a millones de musulmanes situados en la Unión Soviética.
Poco tiempo después de la invasión soviética, el presidente Jimmy Carter anunció lo que se vino a denominar la Doctrina Carter: el compromiso norteamericano de usar la fuerza si fuera necesario para acceder a los recursos petrolíferos del Golfo Pérsico. Asimismo, Carter puso fin al Tratado de Trigo Ruso, que tenía por objeto establecer un comercio con la URSS y disminuir las tensiones de la Guerra Fría. Las exportaciones de cereales habían sido muy beneficiosas para los trabajadores empleados en el sector agrario y el embargo de cereales contra la Unión Soviética marcó un inicio de dificultades económicas sufridas por los agricultores americanos. Ese mismo año, Carter también formuló dos de las decisiones políticas más impopulares de toda su presidencia: la prohibición de que atletas norteamericanos participaran en los Juegos Olímpicos de Moscú de 1980, y el restablecimiento del reclutamiento de jóvenes varones. Después de la invasión soviética, Estados Unidos apoyó los esfuerzos diplomáticos para conseguir una posible retirada de los soviéticos. Así mismo, hubo generosas contribuciones estadounidenses al programa de refugiados en Pakistán que desempeñó un papel importante en los esfuerzos para ayudar a los refugiados afganos.
El programa de suministros que abarató un costo de millones de dólares en armas a los militantes muyahidines afganos fue una de las operaciones encubiertas más largas y costosas de la CIA. La CIA proporcionó asistencia a los insurgentes fundamentalistas a través de los Servicios de Inteligencia de Pakistán, ISI, en un programa llamado Operación Ciclón.
Al menos unos 3 millones de dólares fueron canalizados a través del país para entrenar y equipar a las tropas con armamento variado, junto con programas similares llevados a cabo por parte de Arabia Saudí, los SAS y el MI6 Británico, Egipto, Irán y la República Popular de China; entre el armamento suministrado había misiles Stinger y armas anti aéreas que utilizaron contra los helicópteros soviéticos. Los Servicios de Inteligencia Pakistaníes estuvieron activos como intermediarios para la mayor parte de estas actividades, con el propósito de ocultar a las fuentes de apoyo de la resistencia.
Según fuentes, parece ser que los nortamericanos no tuvieron contacto directo con los muyahidines, la CIA tenía menos de 10 agentes operativos dispersados por la región debido a que "temían que les pudieran culpar como en Guatemala". El personal civil de la CIA y del Departamento de Estado visitaron con frecuencia la frontera entre Afganistán y Pakistán durante ese período. 
Con la ayuda de financiación por parte de EE.UU y otros países, el Servicio de Inteligencia de Pakistán proveyó y entrenó a más de 100.000 insurgentes. El 20 de julio de 1987, tras la retirada de las tropas soviéticas del país